# گرنویل بوث
گرنویل بوث (انگلیسی: Grenville Booth; ۲ آوریل ۱۹۲۵ – مهٔ ۱۹۹۰) بازیکن فوتبال اهل بریتانیا بود.
از باشگاه‌هایی که در آن بازی کرده‌است می‌توان به باشگاه فوتبال کولوین بای اشاره کرد.